# ديانا ديفيز (ممثلة)
ديانا ديفيز (بالإنجليزية: Diana Davies)‏ هي ممثلة بريطانية، ولدت في 20 يوليو 1936 في مانشستر في المملكة المتحدة.

## وصلات خارجية
- ديانا ديفيز على موقع IMDb (الإنجليزية)
- ديانا ديفيز على موقع قاعدة بيانات الفيلم (الإنجليزية)